# Frano Božićević
Frano Božićević  (Split, 1469. − Split, 1542.) (Franciscus Natalis, de Natalibus, Natali, Nadal), bio je hrvatski književnik i pjesnik.
Stvarao je na latinskom.
Napisao je životopis Marka Marulića, pod naslovom Vita Marci Maruli Spalatensis ("Život Marka Marulića Splićanina"), koji je prvi puta tiskan 1765. godine.

## Vanjske poveznice
- Božićević, Frano, Hrvoje Morović (1989.), hbl.lzmk.hr